# Karé (Réthymnon)
Karé, en grec moderne : Καρέ, est un village du dème de Réthymnon, en Crète, en Grèce. Selon le recensement de 2011, la population de Karé compte 81 habitants. Le village est situé à une altitude de 460 m et à 16 km de Réthymnon.

## Recensements de la population
| Recensements | 1900 | 1920 | 1928 | 1940 | 1951 | 1961 | 1971 | 1981 | 1991 | 2001 | 2011 |
| ------------ | ---- | ---- | ---- | ---- | ---- | ---- | ---- | ---- | ---- | ---- | ---- |
| Population   | 165  | 180  | 217  | 211  | 214  | 182  | 119  | 108  | -    | 79   | 81   |